# Gabriel de Magalhães
Gabriel de Magalhães (en chino tradicional y simplificado, 安文思; 1610 – 6 de mayo de 1677), también hispanizado como Gabriel de Magallanes y galicizado como Gabriel Magaillans, fue uno de los primeros misioneros jesuitas portugueses en China y uno de los primeros misioneros católicos en llegar a Sichuan y fundar la primigenia Iglesia de San José en Pekín. También es conocido como escritor y por los objetos mecánicos (incluidos relojes y robots) que construyó para la corte imperial china.

## Biografía
Nació en Pedrógão, Coimbra, Portugal, y era descendiente del navegante Fernando de Magallanes. Estudió en la Universidad de Coimbra antes de ingresar en la Compañía de Jesús (1625). Desde sus primeros años de noviciado jesuita, pidió ser enviado como misionero a la India. Después de estudiar filosofía –todavía no era sacerdote– se embarcó hacia Goa (21 de marzo de 1634) donde llegó el mismo año. Pasó allí seis años y recibió la ordenación sacerdotal.
Posteriormente, llegó a la entonces colonia portuguesa de Macao (hoy China), obtuvo el diploma de «maestro en artes» (en Goa) y enseñó allí filosofía durante un año.

### Misión en China
Después de pasar seis años en la colonia portuguesa de Goa, finalmente fue asignado a la misión de China en lugar de continuar hacia Japón como se planeó inicialmente; y llegó a Hangzhou en 1640,: 248 y más tarde fue enviado a Chengdu en Sichuan, llegando en agosto de 1642. Trabó entonces una estrecha relación con su compañero jesuita Ludovico Buglio en Chengdu y comenzó a estudiar chino bajo su dirección, y que también se convertiría en su biógrafo 35 años después.
Tanto Magalhães como Buglio fueron presionados para servir bajo el mando del pretendiente rebelde al trono, conocido como el «Rey de Occidente», Zhang Xianzhong (Chang Hsien–chung) después de que este capturara Sichuan en 1644. Inicialmente, Magalhães escribió con simpatía sobre los intentos de Zhang de construir un imperio en Chengdu, pero se asustó cuando Zhang comenzó su campaña de terror en Sichuan.: 16 
Después de que Zhang huyese tras haber sido derrotado por los manchúes en 1647, ambos misioneros quedaron bajo sospecha debido a su colaboración y fueron capturados por Hooge. En su petición para evitar la ejecución, Magalhães afirmó que el jesuita alemán Adam Schall, quien era reconocido por el comandante manchú; era su «hermano mayor», y este intervino para ayudarles. En 1648 fueron llevados a la Ciudad Prohibida de Pekín, donde fueron bien recibidos por el emperador Shunzhi y les dieron una iglesia, una casa y unos ingresos.: 124  Tras la muerte en 1661, a la edad de 23 años, del emperador Shunzhi - y durante la minoría de edad de su hijo Kangxi - surgieron sentimientos anticristianos y los ataques de Yang Guangxian a los jesuitas de la 'Comisión de Astronomía' y a la misión cristiana desembocaron en la 'Persecución de los Cuatro Regentes' (1661-1671) y el encarcelamiento en Guangzhou de todos los misioneros extranjeros, a excepción de Buglio, Adam Schall y Ferdinand Verbiest, que residían en Pekín. Magalhães fue acusado de soborno, encarcelado y torturado, pero luego fue puesto en libertad porque los cargos no fueron confirmados. Durante los años de internamiento, los jesuitas de la capital intentaron obtener su liberación. La situación de los cristianos y de los misioneros extranjeros es cada vez más precaria. A pesar de esto él y Buglio emprendieron la construcción de la primigenia Iglesia de San José en Pekín (originalmente conocida como Dong Tang o Iglesia Oriental). A Magalhães se le encomendó el mantenimiento de diversas maquinarias occidentales, incluidos los relojes de la corte de los emperadores Shunzhi y Kangxi. Construyó varios dispositivos mecánicos, incluido un carillón y un reloj de torre que tocaba una melodía china cada hora.
Estuvo enfermo durante los últimos tres años de su vida, sufrimiento que soportó de manera ejemplar. Fue amado por quienes lo conocieron, así como por los miembros de la familia imperial. Murió en Pekín el 6 de mayo de 1677 y el propio emperador Kangxi escribió su panegírico, y concedió a su propiedad 200 taels de plata y diez grandes rollos de seda.: 101–2  Fue enterrado en el cementerio jesuita Zhalan de Pekín.

## Obras
A partir de 1650, comenzó a escribir «la descripción más completa y perspicaz de China» en la segunda mitad del siglo XVII, y la completó en 1668. Tras su muerte, la obra fue llevada a Europa por el jesuita francés Philippe Couplet en 1681 y traducida por el abad Claude Bernou. Fue publicada en 1688 con el título Nouvelle Relation de la Chine, contenant la description des particularitez les plus considerables de ce grand empire. La obra fue escrita originalmente en portugués como Doze excellencias da China (Doce excelencias de China) y trata varios aspectos de China, como su historia, idioma, costumbres y gobierno. Sin embargo, parte del documento resultó dañado por el fuego, por lo que hubo modificaciones y eliminaciones en la traducción, y se reorganizó en 21 capítulos en lugar de los 12 originales, publicada con su nuevo título francés con el nombre del autor galicizado como Gabriel de Magaillans. También se tradujo al inglés el mismo año como A New History of China Containing a Description of the Most Considerable Particulars of that Vast Empire (Una nueva historia de China que contiene una descripción de los detalles más considerables de ese vasto imperio).
También dejó obras en chino, incluida la traducción de De resurrectione carnis (復活論), que forma parte del suplemento de pars tertia de la Summa Theologica (超性學要) de Tomás de Aquino, previamente traducida parcialmente al chino por Buglio.

## Legado
Magalhães y sus compañeros misioneros dejaron una impresión positiva en el emperador Kangxi, quien los describió como «dedicados al bien público», y además le concedió el notable honor de escribir su epitafio:
«No han hecho nada malo, pero muchos chinos desconfían de ellos. Sin embargo, siempre hemos sabido que son sinceros y dignos de confianza. Durante muchos años hemos observado cuidadosamente su comportamiento y hemos descubierto que no han hecho absolutamente nada indebido». : 82 
Este reconocimiento por parte del emperador sentó las bases para el edicto de tolerancia de 1692.: 83 